# Бучукури, Тимур Михайлович
Тимур Михайлович Бучукури (род. 19 декабря 1977) — российский самбист и дзюдоист, призёр чемпионатов России по самбо и дзюдо, призёр чемпионатов мира среди военнослужащих по дзюдо, победитель открытого чемпионата США по дзюдо (2002 год), обладатель Кубка Европы по дзюдо, мастер спорта России международного класса по дзюдо. Мастер спорта России по самбо. Капитан полиции. Инспектор отдельной роты патрульно-постовой службы отдела МВД России по Новокубанскому району.

## Спортивные результаты

### Дзюдо
- Чемпионат России по дзюдо 1997 года — ;
- Чемпионат России по дзюдо 1999 года — ;
- Чемпионат России по дзюдо 2001 года — ;
- Чемпионат России по дзюдо 2002 года — ;
- Чемпионат России по дзюдо 2003 года — ;
- Чемпионат России по дзюдо 2005 года — ;
- Чемпионат России по дзюдо 2006 года — ;

### Самбо
- Чемпионат России по самбо 2009 года — ;
- Абсолютный чемпионат России по самбо 2010 года — ;